# 保护区

保護區的世界地圖 (2005年)
0–3.9% 面積被保護
3.9–11.3% 被保護
11.3–22.7% 被保護
22.7–41.8% 被保護
41.8–72.3% 被保護
無

保护区（英语：Protected Area）或自然文化保护区（Natural and Cultural Conservation Area），按照世界自然保護聯盟（World Conservation Union，IUCN）的定义，指通过法律及其它有效方式用以保护和维护生物多样性、自然及文化资源的土地或海洋；保护区是一个泛称，由于其建立的目的、要求和本身所具备的条件不同，所以具有多种多样的类型，不同类型管理的侧重点也有所区别。以保护区管理的目标为原则划分第一级分类单位，共有5个类型，即：严格的生態保护区、可參訪的国家公园、保护景观、指定物種的栖息地/物种管理区、地質资源管理保护区。再以保护对象原则划分第二、三级分类单位，共同构成一个完整的分类系统，以适应保护区事业日益发展的要求。
目前世界保护联盟的国家公园与保护区委员会于1978年划定为十个类型：
- 科学保护区即自然保护区；
- 国家公园；
- 自然纪念、自然景物地；
- 管理的自然保护区、野生生物禁猎区；
- 保护性陆地与海洋的景观；
- 资源保护区；
- 自然生物区、人类学保护区；
- 多用途的管理区、管理的资源区；
- 生物圈保护区；
- 世界遗产地。

## 中华人民共和国
中华人民共和国的自然保護地分爲國家公園、自然保护区（保護內容包括生態系統、野生动物、自然遗迹）與自然公園三大類，其中自然公園包括风景名胜区與生态自然公园，生态自然公园可分爲森林、草原、荒漠、湿地、河湖、海洋等生态系统。另有國家級文化生態保護區，以及境内的世界自然与文化遗产等。

## 中华民国
中华民国依自然保育相關法規所劃設的保護區，可分為自然保留區（目前22處）、野生動物保護區（20處）、野生動物重要棲息環境（37處）和國家公園（9處）、國家自然公園（1處）、自然保護區（6處）六類；陸域總面積：694,501.27公頃、海域總面積：438,986.86公頃。總面積達到113.3萬公頃。

## 美国
美国的保护区即“自然文化遗产”，主要分为国家公园（由内务部国家公园管理局管理）、国家森林（农业部林业局管理）、国家野生动物保护区（内务部鱼和野生动物管理局管理）、国土资源保护区（内务部土地再生局管理）、州立公园（一般由各州政府的自然资源部管理）和某些博物馆等组成。财产大多数为联邦政府直接掌握产权并全权委托给遗产管理机构，少量为自治团体、企业和个人所有。美国1970年通过的《国家公园事业许可经营租约决议法案》规定“国家公园是不管现在还是未来，由内政部长通过国家公园管理局管理的以建设公园、文物古迹、历史地、观光大道、游憩区等为目的的所有陆地和水域”。

## 英国
英国于1882年通过了《文物建筑物条法》（Ancient Monument Act），规定对建于1700年以前的历史建筑进行保护；二战以后年代改为1850年以前，到1963年，划定的年代取消。1968年《城市宜人环境法》通过，该法第一次较明确、完整地提出了保护区的概念。该法规定，规划部门有责任把管辖地区内具有特别建筑艺术或历史价值的地区划定为保护区，保护区一旦确立，所有规划决策都必须注意其特色和外观的保护与改善，在保护区内不得随意拆除现有建筑，并对树木的保护也提出了特殊要求。
- 历史城镇中心区保护区
- 城镇中心区保护区
- 居住区保护区
- 村落保护区
- 工业遗迹与交通设施保护区
- 历史公园与园林保护区